# Stazione di Kasukabe
La stazione di Kasukabe (春日部駅?, Kasukabe-eki) è una stazione ferroviaria situata nella città di Kasukabe, nella prefettura di Saitama in Giappone, ed è servita dalle linee Sky Tree e Noda delle Ferrovie Tōbu.

## Linee
Ferrovie Tōbu
 Linea Tōbu Isesaki (Linea Tōbu Sky tree)
 Linea Tōbu Noda (Linea Tōbu Urban Park Line)

## Struttura
La stazione, realizzata su viadotto, è dotata di due marciapiedi a isola e uno laterale con cinque binari totali.
| 1   | ● Linea Tōbu Sky Tree | per Shin-Koshigaya, Kita-Senju e Asakusa per Asakusa e, via linea Hanzōmon, e linea Tōkyū Den-en-toshi, Shibuya e Chūō-Rinkan |
| 3-4 | ● Linea Tōbu Sky Tree | per Tōbu Dōbutsukōen, Kuki, Isesaki e Tōbu Nikkō                                                                              |
| 7   | ● Linea Tōbu Noda     | per Nodashi, Nagareyama-ōtakanomori, Kashiwa, Shin-Kamagaya e Funabashi                                                       |
| 8   | ● Linea Tōbu Noda     | per Iwatsuki e Ōmiya |

## Stazioni adiacenti
| «                  | Servizio               | »                  |
| Linea Tōbu Isesaki | Linea Tōbu Isesaki     | Linea Tōbu Isesaki |
| ------------------ | ---------------------- | ------------------ |
| Ichinowari         | Locale                 | Kita-Kasukabe      |
| Ichinowari         | Semiespresso sezionale | Kita-Kasukabe      |
| Ichinowari         | Espresso sezionale     | Kita-Kasukabe      |
| Sengendai          | Espresso               | Tōbu Dōbutsukōen   |
| Sengendai          | Semiespresso           | Tōbu Dōbutsukōen   |
| Kita-Senju         | Rapido                 | Tōbu Dōbutsukōen   |
| Kita-Senju         | Rapido sezionale       | Tōbu Dōbutsukōen   |
| Linea Tōbu Noda    |                        |                    |
| Yagisaki           | Locale                 | Fujino-ushijima    |

## Nella cultura di massa
L'area attorno alla stazione di Kasukabe è utilizzata come ambientazione per i manga e anime giapponesi Shin Chan e Lucky Star.